# Commodore 4040

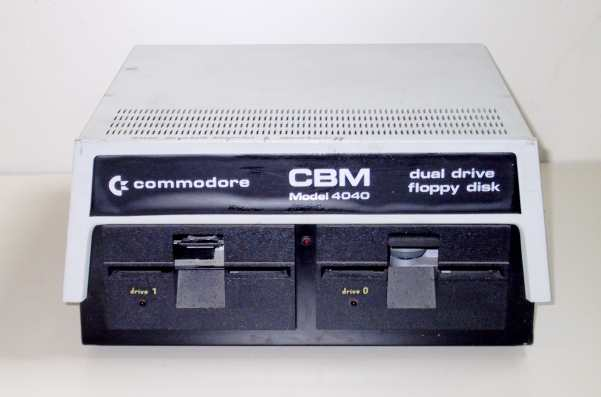
Commodore 4040

Der Commodore 4040 und seine Geschwister der 2040 und der in Europa verkaufte 3040 war ein Doppel-5¼"-Diskettenlaufwerk für Commodore-Computer. Sie hatten ein breites Gehäuse und nutzten das IEEE-488-Interface, um mit den Commodore-Computern zu kommunizieren. Diese Laufwerke nutzten einschichtige Disketten mit einer Kapazität von 170 kB.